# Cesar de Melero
César Manuel de Melero Soblechero (Barcelona, 1966), más conocido como Cesar de Melero es un prominente DJ de Ibiza. Se trasladó a la isla en 1979 junto con sus hermanos. Inició su carrera en 1982, siendo una de las figuras más importantes de la historia del clubbing electrónico de la isla. Junto con DJ Alfredo, es considerado el «padre del Balearic beat».
Ha sido residente del Ku (actual Privilege), Amnesia, Pachá y Space. Cabe destacar su residencia en el primero, donde estuvo 10 años y donde alcanzó su fama. En 1987 se inició una de las discotecas más emblemáticas de Barcelona, la sala Ars Studio, donde al igual que en Ibiza, introdujo el house y el acid en las noches de la ciudad condal. Ha participado en varios festivales de música, como el Sónar, el Monegros Desert o el MTV Fest, incluso en el festival de cine de Cannes y ciertos catwalks de Giorgio Armani. Desde 1994 posee un sello discográfico en París, junto a otros socios llamado Pro-Zak Trax, el cual es uno de los más reconocidos del French Touch. En 1995 se asoció con Emmanuel Claude y Alexandre Lamarque para formar el proyecto de House D.D.D. (Deejays Don't Dance), renombrado posteriormente como D.O.D. (Dance Or Die).

## Reconocimientos
- DJ Awards: Special Industry Award, 1998[8]
- DJ Mag al mejor DJ House (1999,  2000)[6]
- DJ Oner al mejor DJ House (2001)[cita requerida]
- DJ Awards: Honorific Special Industry Award, 2005 (2005, junto a DJ Pippi)[9]
- DJ Mag (2005), por su trayectoria (2005)[6]
- DJ Mag al mejor álbum por My Definition (2006)[6]
- Uno de los 100 mejores DJs del mundo por DJ Mag UK (1993)[6]

## Discografía
- Night Moves (1991), Blanco y Negro
- Night Moves remixes (1992), Blanco y Negro
- Un mundo en fusión (1992), Blanco y Negro
- The Spirit (1994), Pro-Zak Trax, feat. Alëem
- DDD Five Moments (1995), Pro-Zak Trax
- These Things (1995), Mas Volumen
- These Things Los Baleáricos remix (1995), Disco In.
- TV Scene / Dónde estás mi amor (1996), Más Volumen
- DDD (Djs Don’t Dance) Unreleased Trax (1996), Pro-Zak Trax
- DDD Nada (1996), Pro-Zak Trax
- Dancemediterránea Techrumba (1997), Blanco y Negro
- THC Fever Called Love Los Baleáricos remix (1997), Blanco y Negro
- DOD (Djs Overdose) The Struggle (1997), Pro-Zak Trax
- Movin' Up (1998) Mórbido Records
- DOD 1, 2, 3, 4 (1998), Pro-Zak Trax
- DOD Colours Of My Shy (1998), Pro-Zak Trax
- DOD Melacolía (2001), Pro-Zak Trax
- Land of Hunger Undiscovered (2002), Pro-Zak Trax, feat. Beat Access
- What I Believe In (2003), Pro-Zak Trax, feat. Greg Carven
- Land of Hunger (2003), RMX Stereo, feat. DJ Chus & David Penn
- El amor es más (2003), Bootleg, feat. I.K.L
- El amor es más remixes (2004), Purple Music, feat. DJ Pippi & Tuccillo
- Work It (2004), Katering, feat. I.K.L
- My Definition (2006), Cassagrande
- DOD 1, 2, 3, 4 (2006), RMX Cassagrande, como Demetucci
- DOD 1, 2, 3, 4 (2006), RMX Cassagrande, como Demetucci
- Black Out (2006), White Label, Demetucci feat. Lil' Louis
- I Get Deep (2007), White Label, Demetucci feat. Roland Clark
- Take My Illusion (2007), White Label, Demetucci feat. Lil' Louis
- DOD 1, 2, 3, 4 remix (2007), RMX Cassagrande, como Demetucci
- El amor es más Escaleras Al Cielo mix (2008), Purple Music, feat. DJ Pippi & Tuccillo
- Deep Inside (2008), Khazuma Future, feat. Tuccillo Clark
- DOD Hoy Es? (2008), Pro-Zak Trax
- DOD Life (2008), Pro-Zak Trax
- Miss You, Amores Imposibles DOD remix (2008), Pro-Zak Trax
- Tu novio no quiere (2008), Pro-Zak Trax, feat. Tuccillo, Lele Bonaldo
- Your Love (2008), Phunk Trax, feat. Phunk Investigation & Frankie Knuckles
- El amor es más remix (2008), Purple Music, feat. John Jacobsen
- Promised Land (2009), Phunk Trax, feat. Phunk Investigation & John Jacobsen
- Creative Nature (2010), Vendetta, feat. John Jacobsen
- Creative Nature Mr. Claude remix (2010), Vendetta, feat. John Jacobsen
- Disco To Cisco (2011), Stereo, feat. Kenttzo
- Ska! (2012), On Work
- Paris La Nuit (2012), On Work, remix de Biorn Liberg
- The List (2012), Mjzieekal Education
- The List Sai Lika remix (2013), Mjzieekal Education
- Logical Difference (2014), Hole Cheese Records
- Work Me God Damm It! (2014), Hole Cheese Records
- Slow Down (2015), Essential Records, feat. Mr. Claude

### Álbumes recopilatorios
- House Fruits vol 2 (1992), Blanco y Negro
- In The Mix (1998), Virgin
- Balearic Series (1998), Morbido Records
- Pro-Zak Trax 1994-1999 (1999), Pro-Zak Trax
- The Original Ibiza Resident DJs (1999), Tempo Music
- Compilatrax vol. 1 (2000), Pro-Zak Trax
- Compilatrax vol. 2 (2001), Pro-Zak Trax
- Royal Session of Sound (2001), Tempo Music
- Clap Your Hands! Last Century Classics (2005), Addicted Music
- My Definition (2006), Cassagrande
- Slow Down (2015), Essential Records

Ver la discografía completa de Cesar de Melero en Discogs.